# Guipago
Pour les articles homonymes, voir Lone Wolf.
Guipago (c. 1820 – juillet 1879), également connu sous le nom de Lone Wolf (l'ancien), est un chef kiowa qui s'opposa à la politique de réserves des États-Unis.

## Biographie
Signataire du traité de Little Arkansas en 1865, Guipago refuse de signer celui de Medicine Lodge de 1867. Partisan de la guerre, il devient chef des Kiowas en 1868 avec Kicking Bird, partisan de la paix, mais ne parvient pas à réunir les deux factions sous son autorité.
Avec ses guerriers, il mène plusieurs raids et participe notamment à la seconde bataille d'Adobe Walls en 1874. Il effectue sa reddition en février 1875 à Fort Sill, puis est transféré à Fort Marion en Floride où il est emprisonné jusqu'en 1878.
C'était l'oncle paternel du chef Ahpeahtone (1856-1931).